# 기상 위성

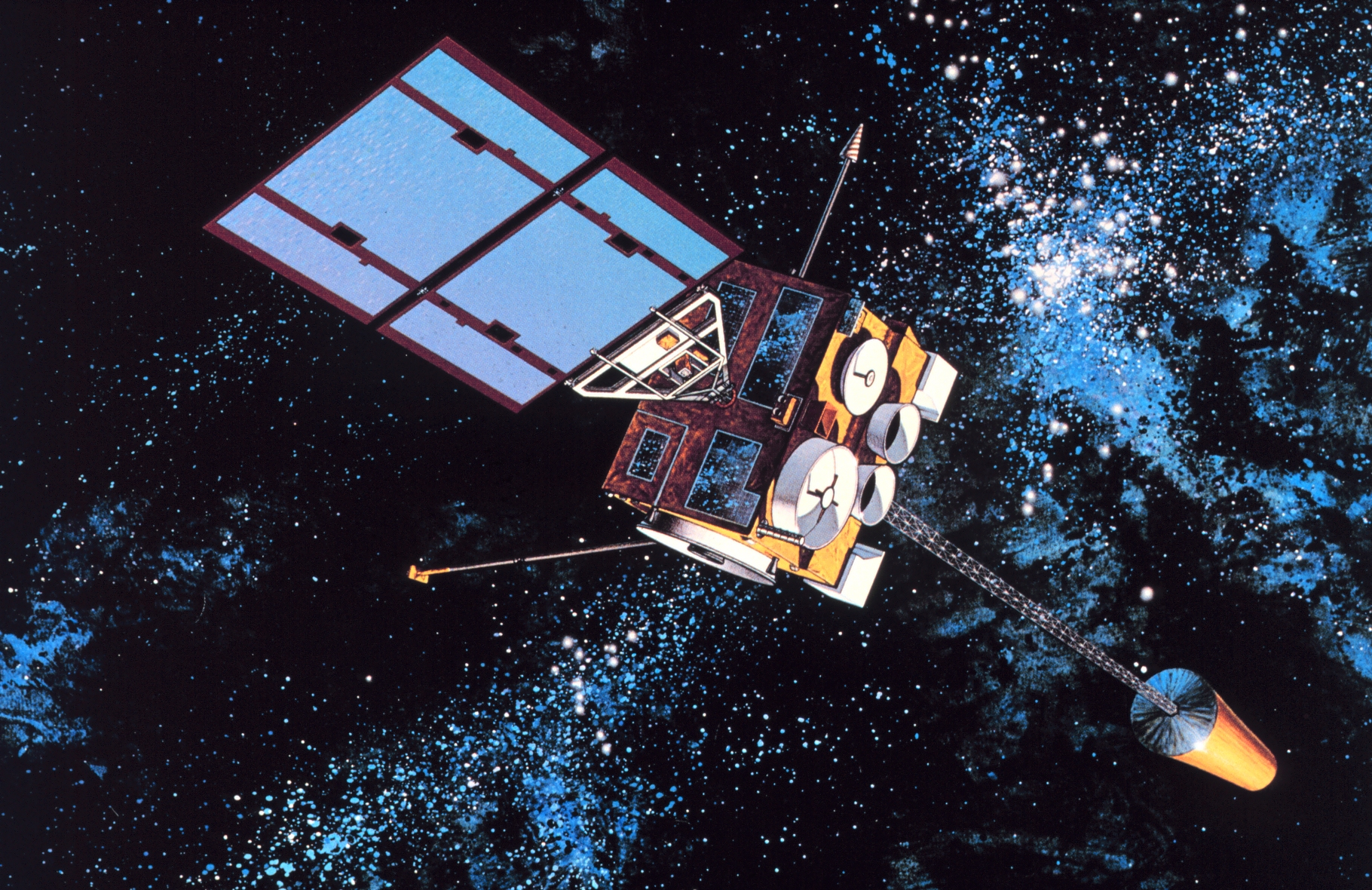
미국의 기상 위성 GOES-8

기상위성(氣象衛星, weather satellite)은 지구의 날씨와 기후를 감시하기 위한 인공위성이다.
지구의 구름 상태 등의 여러 기상 요소 뿐만 아니라 황사, 화산재, 오존량, 오염 물질 등의 환경 정보와 도시의 불빛과 화재, 대기권 밖의 태양 에너지와 지구 복사 에너지, 지구와 대기가 반사하는 태양광선의 반사량 등도 관측한다. 기상 위성은 정지궤도 기상위성, 극궤도 기상위성, 지구관측위성이 있다.
시·공간적으로 고분해능의 영상자료를 제공하므로, 급격히 발달하는 소규모 국지기상 현상에서 전지구적 규모까지 탐지할 수 있다.

## 역사

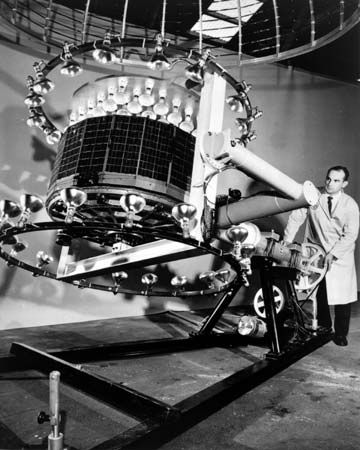
최초의 기상 위성 타이로스 1호

1957년 10월 4일 구 소련이 발사한 인류 최초의 인공위성 스푸트니크 1호(Sputnik-1)가 기상위성의 모태이다. 미 해군이 1959년 2월 17일에 발사한 뱅가드 2호(Vanguard-2)가, 19일 동안 구름 분포와 대기 밀도를 처음으로 관측하였다.
최초의 기상위성은 미국 항공우주국(NASA)이 발사한 타이로스 1호(TIROS-1)로 78일 간 운영되었으며, 1960년 850km 상공에서 최초로 열대폭풍의 모습을 사진으로 기록하였다. 시험적인 성격이었던 타이로스 위성(Television Infrared Observation Satellite)은 1965년 2월까지 모두 10개가 발사되었고, 이후 본격적인 기상위성인 ESSA(Environmental Science Services Administration)위성, NOAA(National Oceanicand Atmospheric Administration)위성 등으로 이어지게 된다. 1975년 10월에는 최초의 정지궤도 기상위성 GOES(Geostationary Operational Environmental Satellite)를 발사하였다.

## 기상 위성의 종류

### 정지궤도 기상위성
적도 상공 약 35,800km 고도에 위치하여 지구의 자전 주기와 같은 속도로 움직이는 위성으로 지구에서 볼 때 정지하고 있는 것처럼 보인다. 때문에 지구와 상대적인 위치가 변하지 않아 일정한 지역의 지속적인 관측을 할 수 있다.

### 극궤도 기상위성
고도 800~1500km 상공에서 북극과 남극을 주기적으로 통과하는 위성이다. 극궤도 위성은 남-북 방향으로 공전하고 지구는 서→동 방향으로 자전하기 때문에 지구 표면 전체를 관측 할 수 있다.

### 지구 관측 위성(Earth observation satellite)
지구에서 일어나는 현상을 감시하기 위한 다목적 위성이다. 680~800km의 낮은 고도에서 극궤도로 공전하면서 물과 에너지의 순환, 대양의 변화, 대기의 화학반응, 지표면과 극지역의 얼음 등을 관측한다. 그 밖에 재해·재난의 관측, 지도제작, 자원탐사 등에도 활용된다.

## 대한민국의 기상 위성
한국항공우주연구원(Korea Aerospace Research Institute)에서 2010년 6월 27일에 발사하여 약 11년간 임무를 수행한 정지궤도 기상위성인 천리안 위성을 시작으로 현재는 천리안 위성2A(2018년), 천리안 위성2B(2020년)를 운용하고 있다. 2027년에는 천리안 위성 3호, 2031년에는 천리안 위성 5호의 발사가 예정되어 있다.
대한민국에서는 위성 자료를 예보분석업무에 활용하고 있을 뿐만 아니라, 기상정보통신망을 통해 지방 관서에 분배되어 전국적으로 이용되며 방송국, 신문사 등에도 제공된다.

## 기상 위성 운영 현황
| 구분              | 위성명     | 운영국         | 위치           |
| ----------------- | ---------- | -------------- | -------------- |
| 정지궤도 기상위성 | COMS       | 대한민국       | 동경 128.2도   |
| 정지궤도 기상위성 | FY-2C      | 중화인민공화국 | 동경 105도     |
| 정지궤도 기상위성 | GOES-E     | 미국           | 서경 75도      |
| 정지궤도 기상위성 | GOES-W     | 미국           | 서경 135도     |
| 정지궤도 기상위성 | INSAT-3A   | 인도           | 동경 93도      |
| 정지궤도 기상위성 | METEOSAT-7 | 유럽우주국     | 동경 57도      |
| 정지궤도 기상위성 | METEOSAT-8 | 유럽우주국     | 0도            |
| 정지궤도 기상위성 | Himawari 8 | 일본           | 동경 140.7도   |
| 극궤도 기상위성   | METEOR     | 러시아         | 약 1200km 상공 |
| 극궤도 기상위성   | NOAA       | 미국           | 약 850km 상공  |
| 지구 관측 위성    | Terra      | 미국           |                |
| 지구 관측 위성    | Aqua       | 미국           |                |

## 같이 보기
- 지구 관측 위성
- 정지 궤도
- 지구 저궤도
- 원격탐사

1. ↑  “국가기상위성센터”. 2025년 3월 25일에 확인함.